# Die Girls
Die Girls ist ein US-amerikanisches Filmmusical von George Cukor aus dem Jahr 1957. Es entstand nach einer Geschichte von Vera Caspary. Alternative Filmtitel sind Girls und Les Girls – Die Tänzerinnen.

## Handlung
Ein Buch sorgt für Wirbel. Geschrieben hat es die frühere Tänzerin Sybil, die darin zahlreiche Anekdoten ihrer aktiven Zeit als Tänzerin niedergeschrieben hat. Eine ist, dass ihre frühere Mitbewohnerin, Kollegin und Freundin Angèle aus Liebe zu einem Mann Selbstmord begehen wollte. Der Mann jedoch war nicht ihr späterer Ehemann und damaliger Verlobter – Angèle verklagt Sybil nun wegen Verleumdung. 
Vor Gericht schildert zunächst Sybil ihre Sicht der Dinge. Sie und Joy Henderson teilten sich eine Wohnung in Paris und waren in der Revue Barry Nichols und Les Girls im Theater Parisien angestellt. Die jungen Angèle tanzt bei Leiter Barry vor und wird als dritte Haupttänzerin eingestellt. Sie zieht zu Sybil und Joy und beginnt schon bald eine Affaire mit Barry, die beide vergeblich vor den zwei Frauen geheim halten wollen. Eines Tages jedoch erscheint Angèles Verlobter Pierre in der Stadt, dem Angèle immer vorgespielt hat, dass sie als Krankenschwester arbeitet. Barry wiederum weiß nichts von Pierre, hätte er Angèle doch nie eingestellt, wenn er von einer Beziehung gewusst hätte. Als Angèle während eines Auftritts bemerkt, dass Pierre im Publikum sitzt, gerät sie vollkommen aus der Fassung, versucht, sich hinter ihren Mittänzerinnen zu verstecken und verlässt die Bühne vorzeitig. Als sie auch zu einem anschließenden Tanzauftritt mit Barry nicht erscheint und ihn damit blamiert, entlässt Barry sie noch im Theater. Als Sybil kurze Zeit später in ihre Wohnung kommt, hat Angèle den Gashahn aufgedreht. Erst im Krankenhaus kommt sie wieder zu sich.
Nach Sybils Aussage darf am folgenden Tag Angèle ihre Sicht der Dinge vortragen. Sie ist nach Paris gekommen und lebt mit Sybil und Joy in einer Wohnung. Sybil jedoch hat ein Alkoholproblem, das alle drei Frauen vor Barry verbergen wollen. Als dieser eines Tages in die Wohnung der Frauen kommt, kann Angèle ihn davon überzeugen, dass Sybil nur trinkt, weil sie heimlich in ihn verliebt ist. Anstatt Sybil zu entlassen, kümmert sich Barry nun besonders um sie und beide werden ein Paar. Sybil hört mit dem Trinken auf und die Revue geht auf Tour durch Europa. Nach Rom, Wien und Madrid kommt sie nach Granada, wo Sybil auf ihren fast vergessenen Verehrer und Fastverlobten Gerald trifft. Der will Sybil zurück nach Großbritannien holen und bietet Barry sogar ein eigenes Theater für die Revue an. Der ist nicht abgeneigt, doch will Sybil mit Barry zusammen sein und nicht zu Gerald zurückkehren. Sie belügt also beide Männer, warum eine Zusammenarbeit nicht möglich sei und am Ende kommt es zu einer Schlägerei zwischen beiden Männern. Barry eröffnet Sybil, dass er sie nur aus Mitleid angefangen habe zu lieben und Sybil verfällt erneut dem Alkohol. Sie tritt betrunken auf und wird daher von Barry entlassen. Als Angèle zur Wohnung kommt, riecht sie Gasgeruch und kann die Fenster öffnen, bevor sie selbst ohnmächtig wird und im Krankenhaus erwacht, wo Sybil bereits verschwunden ist.
Da sich die Aussagen von Sybil und Angèle widersprechen, wird am Ende Barry gehört. Er bestätigt, dass alle drei Frauen in seiner Revue in Paris angestellt waren und zusammen lebten. Während Sybil und Angèle viel ausgingen, fühlte er sich zu Joy hingezogen, die bodenständig ist und lieber mit einem Buch und Fußbad zu Hause bleibt und auch die Männer auf Abstand hält. Nur zögernd erlaubt sie ihm, sie nach Hause zu bringen und weist seine Liebe ab, weil sie mit wahrer Liebe eine Heirat verbindet. In seiner Wohnung angekommen, erhält Barry Besuch von Pierre und Gerald, die beide ihre Verlobten lieber bei sich hätten als weiter in seiner Revue. Auch Barry gefällt der Gedanke, mit Joy in einem eigenen Theater allein aufzutreten und so entsinnt er einen Plan. Er gibt vor, herzkrank zu sein. Die besorgte Joy überzeugt Sybil und Angèle heimlich, wie sie in der Revue zu kündigen, damit Barry geschont wird. Sie folgen ihrer Bitte – als Barry Joy gesteht, das nur für Gerald und Pierre erfunden zu haben, verlässt Joy ihn wutentbrannt. Barry stürmt zu ihrer Wohnung und riecht Gasgeruch – er findet Sybil und Angèle ohnmächtig in der Wohnung liegend vor. Ein Gasrohr hatte sich gelöst. Beide Frauen werden in ein Krankenhaus gebracht.
Da der vorgebliche Selbstmord sich nun als Unfall entpuppt hat, wird die Klage fallen gelassen. Sybil und Angèle versöhnen sich publikumswirksam und Barry begibt sich zu seinem wartenden Auto. Drin wiederum sitzt Joy. Sie ist inzwischen seine Frau und hat den Gerichtsprozess verfolgt. Wie der Mann, der jeden Tag vor dem Gerichtsgebäude mit dem umgehängten Schild „What is Truth“ umhergeht, ahnt auch sie nun, dass selbst Barry nicht die volle Wahrheit erzählt hat. Einige Aussagen von Angèle und Sybil füllen durchaus Lücken in Barrys Erzählung, so Joys Meinung, – was Barry mit dem Stoßseufzer „Meine Güte, muss das schon wieder losgehen“ quittiert.

## Produktion
Die Kostüme entwarf Orry-Kelly.
Im Film werden zahlreiche Titel gesungen, für die Cole Porter die Musik und die Texte schrieb. Kay Kendall wurde dabei von Betty Wand synchronisiert:
- Les Girls – Gene Kelly, Kay Kendall/Betty Wand, Mitzi Gaynor, Taina Elg (Tanz und Gesang)
- Ça c’est l'amour – Taina Elg (Tanz und Gesang)
- Ladies in Waiting – Kay Kendall/Betty Wand, Mitzi Gaynor, Taina Elg (Tanz und Gesang)
- You’re Just Too Too! – Gene Kelly, Kay Kendall/Betty Wand (Tanz und Gesang)
- Why Am I So Gone (About that Gal)? – Gene Kelly, Mitzi Gaynor (Gaynor nur Tanz, Kelly Tanz und Gesang)
- The Rope Dance – Gene Kelly, Taina Elg (nur Tanz)

## Kritik
Das Lexikon des Internationalen Films bezeichnete Die Girls als „das konventionellste unter den wenigen […] Musicals, die Cukor inszenierte“. In der „weibliche[n] Fußnote zum Rashomon-Spiel um die Wahrheit“ arbeite der Film mit „farbdramaturgisch interessanten Rückblenden“.

## Auszeichnungen
Die Girls war 1958 für drei Oscars nominiert und gewann den Preis in der Kategorie „Bestes Kostümdesign“. 
Im selben Jahr erhielt der Film zwei Golden Globes. Er wurde in der Kategorie „Bester Film – Komödie oder Musical“ ausgezeichnet. Taina Elg und Kay Kendall teilten sich den Preis in der Kategorie „Beste Hauptdarstellerin – Komödie oder Musical“.
Als beste Musicaldarstellerin wurde Mitzi Gaynor 1958 für Die Girls mit einem Laurel Award geehrt. Als bestes geschriebenes amerikanisches Musical erhielt Die Girls 1958 den WGA Award der Writers Guild of America.